# Diplòpodes

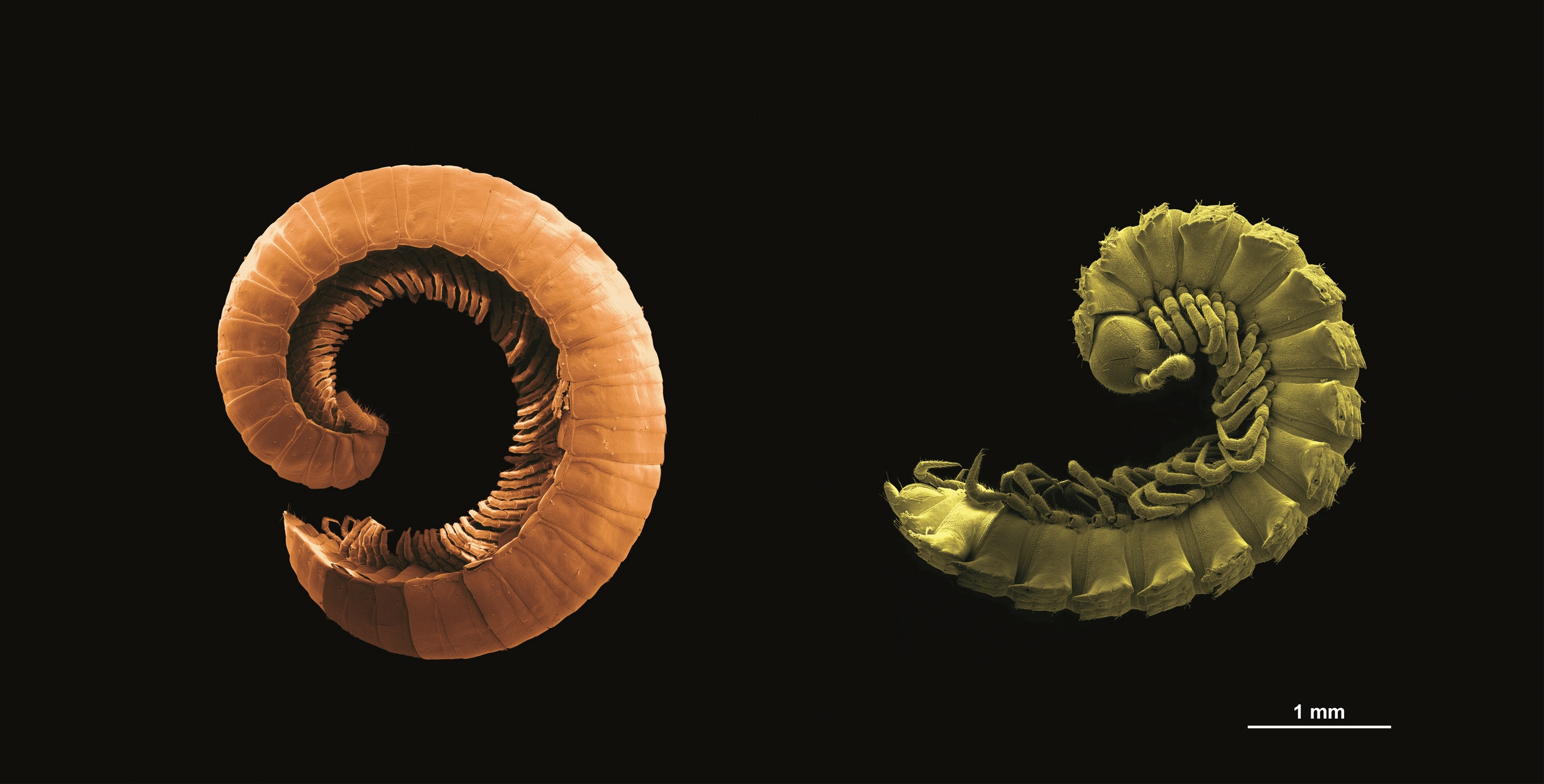
Comparació entre dos diplòpodes dels ordres Julida (esquerra) i Polydesmida (dreta).

Els diplòpodes (Diplopoda, del grec di, "dos", plo, "multiplicar per" i podos, "peu") són una classe de miriàpodes que inclou, entre d'altres, els populars milpeus. Es caracteritzen per presentar dos parells de potes a la majoria dels seus segments corporals, que oscil·len entre 11 i quasi 200. Cada segment que té dos parells de potes com a resultat de la fusió de dos segments únics en un de sol. El diplòpode més llarg (gairebé 30 cm) és el milpeus gegant africà (Archispirostreptus gigas), i el que té més potes (375 parells) és Illacme plenipes, de Califòrnia que, evidentment, és l'animal conegut amb més potes. Se'n coneixen més de 12.000 espècies, essent un dels grups més diversos d'organismes terrestres.
Es calcula que queden 80.000 espècies per descriure.

## Característiques
La característica distintiva dels diplòpodes, que els diferencia de la resta de miriàpodes, és la presència de dos parells de potes en cada segment del tronc, excepte el primer i l'últim, que no en tenen, i el segon, tercer i quart, que només tenen un parell de potes cadascun. La duplicitat de les potes és conseqüència de la fusió de dos segments consecutius en un de sol, de manera que es pot parlar de diplosegments en comptes de segments.
Hi ha diplòpodes amb el cos molt allargat i cilíndric, que responen a la idea que hom té dels milpeus, però nombroses espècies són curtes i rabassudes, i es poden enrotllar en forma de bola, assemblant-se extraordinàriament als porquets de Sant Antoni, que són crustacis terrestres amb els quals no guarden cap relació; és un cas notable d'evolució convergent.
Entre els diplòpodes hi podem trobar una gran varietat de formes i mides, que van des dels 2 mm fins a uns 35 cm de longitud, i poden tenir des de tan sols onze fins a més de tres-cents segments. Són generalment de color negre o marró, tot i que hi ha algunes espècies de colors brillants i algunes tenen coloració aposemàtica per advertir que són tòxiques. Les espècies del gènere Motyxia produeixen cianur com a defensa química i són bioluminiscents.
Els tipus de cos varien molt entre els grups principals. A la subclasse basal Penicillata, compost pels minúsculs milpeus de l'ordre Polyxenida, l'exoesquelet és tou i no calcificat i està cobert de prominents flocs de pèls gruixuts. Tots els altres, és a dir, els pertanyents a la subclasse Chilognatha, tenen un exoesquelet endurit. Els xilognats es divideixen al seu torn en dos infraclasses: Pentazonia, que conté grups de cos relativament curt com els del superordre Oniscomorpha, i Helminthomorpha (milpeus tipus «cuc») que conté la gran majoria d'espècies amb cossos llargs i multitud de segments.

## Reproducció i desenvolupament

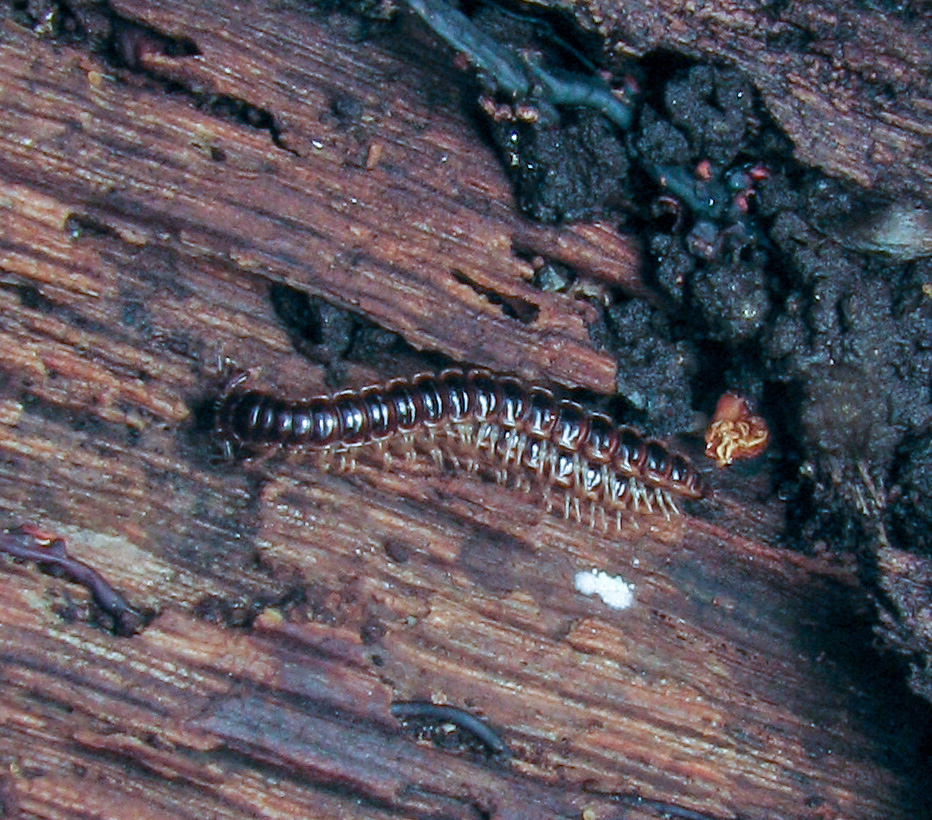
Oxidus gracilis apariant-se.

Tots els diplòpodes tenen fecundació interna. Els òrgans sexuals secundaris poden no ser presents o no ser visibles (sobretot en el cas de les femelles). En l'ordre basal Polyxenida l'aparellament és indirecte, ja que les femelles prenen els espermatòfors del sòl, guiades per una seda amb un senyal químic dipositat pels mascles. En els altres grups de milpeus, els mascles posseeixen un o dos parells de potes modificades anomenades gonòpodes que utilitzen per a transferir directament la càrrega espermàtica a la femella durant la còpula. La localització dels gonòpodes varia entre els grups: en els mascles de Pentazònia es localitzen en la part posterior del cos i es coneixen com a telòpodes i també poden utilitzar-se per a subjectar a la femella durant la còpula, mentre que en Helminthomorpha, on es troben la gran majoria d'espècies, es localitzen en el setè segment corporal. Unes poques espècies són partenogèniques, amb pocs o cap mascle.
Els gonòpodes varien de forma i grandària depenent de l'espècie, des d'una gran semblança a les potes fins a estructures complexes que no s'assemblen en res a les potes. En alguns grups, els gonòpodes es mantenen retrets dins del cos, mentre que en uns altres es projecten paral·lels al cos. La seva morfologia és sovint el principal mitjà per a determinar les espècies entre els milpeus: les estructures poden diferir molt entre espècies estretament relacionades, però molt poc dins d'una espècie. Els gonòpodes es desenvolupen gradualment a partir potes funcionals mitjançant mudes successives fins a la maduresa reproductiva.
Les obertures genitals (gonòpors) de tots dos sexes es localitzen en la part inferior del tercer segment corporal (prop del segon parell de potes) i poden estar acompanyades en el mascle per un o dos penis que dipositen els paquets d'esperma en els gonòpodes. En la femella, els porus genitals s'obren en petits sacs aparellats anomenats cifòpodes o vulves, que estan coberts per petites cobertes tipus caputxa que s'utilitzen per a emmagatzemar l'esperma després de la còpula. La morfologia de la vulva també es pot utilitzar per a identificar espècies. Els espermatozoides dels milpeus manquen de flagels, una característica única entre els miriàpodes.

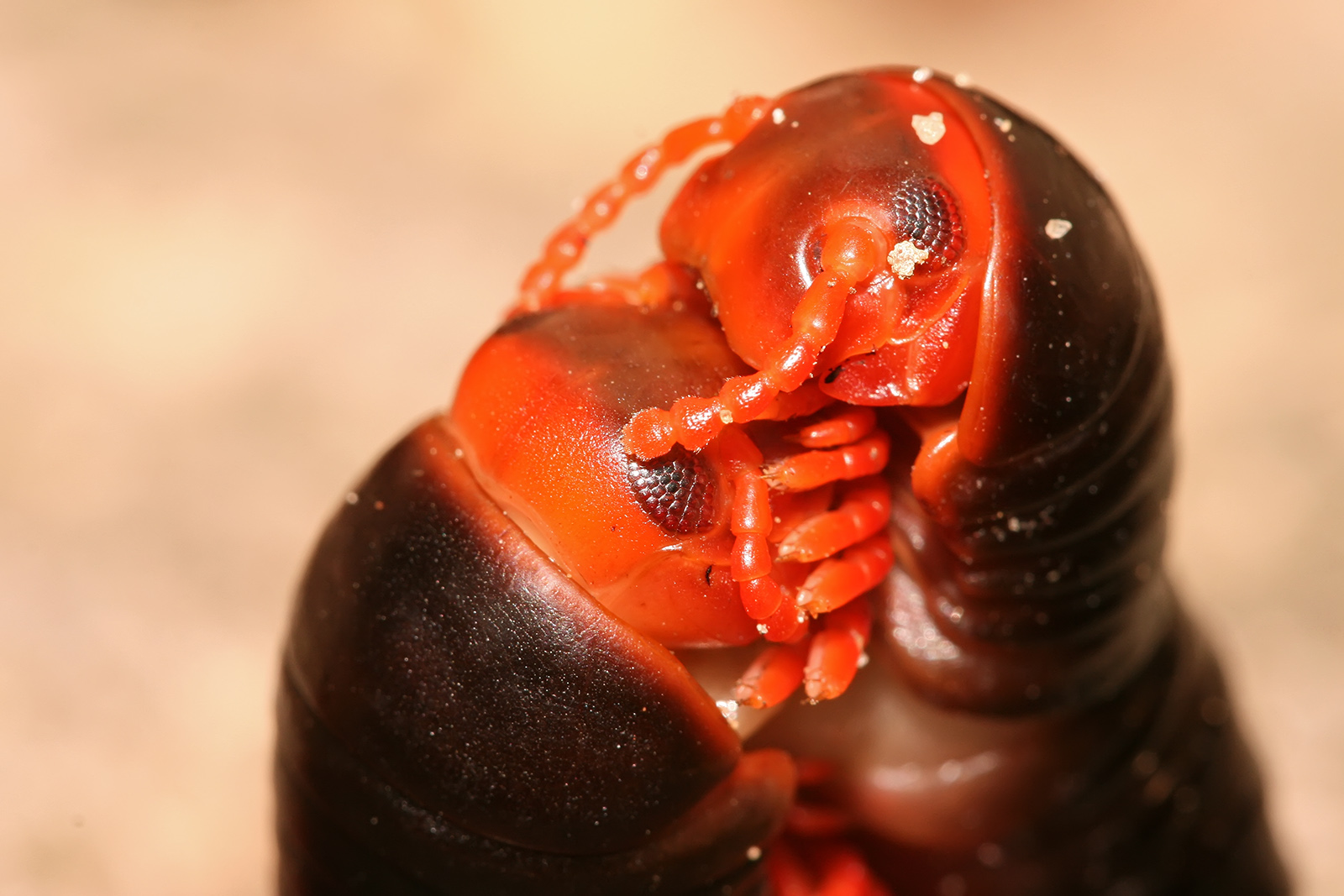
Epibolus pulchripes copulant (el mascle és el situat a la dreta).

Excepte en el cas dels polixènides, la còpula es produeix amb els dos individus situats l'un enfront de l'altre. La còpula pot estar precedida de rituals d'aparellament dels mascles com el de colpejar amb les antenes, córrer al llarg de la part posterior de la femella, oferir secrecions glandulars comestibles, o, en el cas d'alguns oniscomorfs (milpeus bola), estridulació o «grinyol». En la majoria dels milpeus durant la còpula el mascle posiciona el seu setè segment davant del tercer segment de la femella i pot inserir les seves gonòpodes per a extruir les vulves abans de doblegar el seu cos per a dipositar espermatozoides en els seus gonòpodes i inserir-los ja carregats en la femella.
Les femelles posen de deu a tres-cents ous alhora, depenent de l'espècie, fertilitzant-los amb l'esperma emmagatzemada mentre el fan. Moltes espècies dipositen els ous en sòl humit o detritus orgànics, però alguns construeixen nius revestits amb femta seca i poden protegir els ous dins dels capolls de seda. En la majoria de les espècies, la femella abandona els ous després d'haver-los posat, però algunes espècies dels ordres Platydesmida i Stemmiulida proporcionen cura parental als ous i els juvenils.

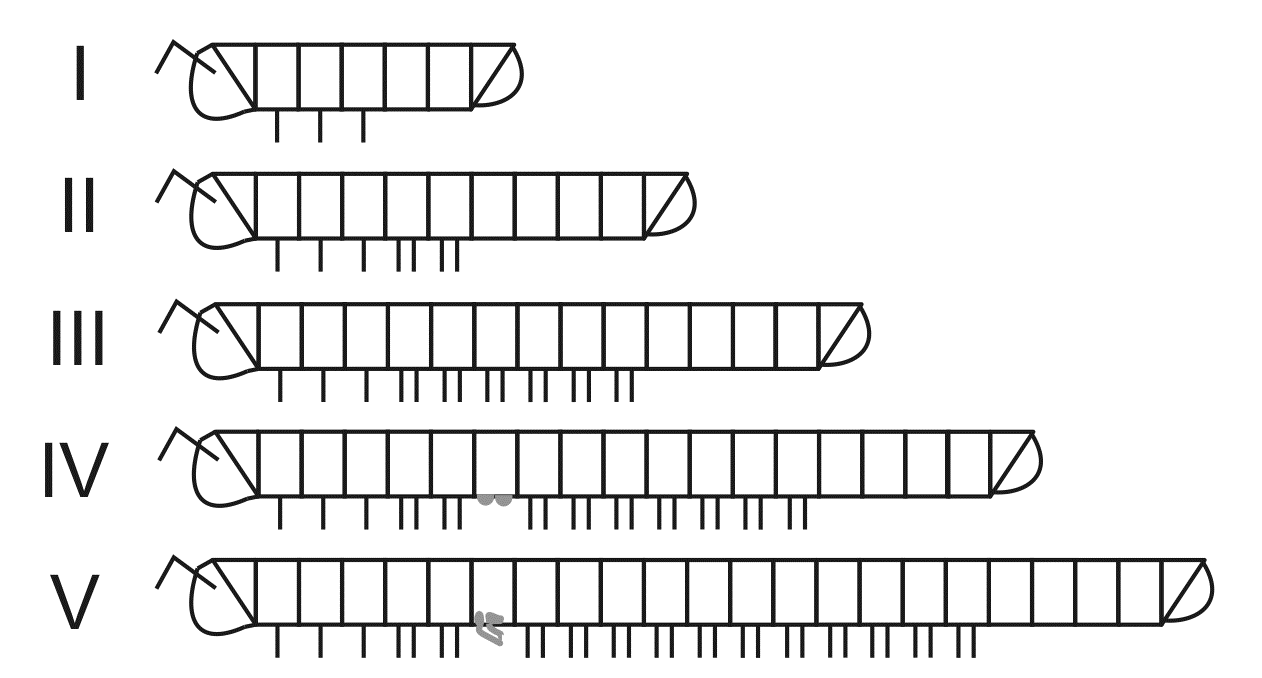
Etapes de desenvolupament de Nemasoma (Nemasomatidae), que aconsegueixen la maduresa reproductiva en l'etapa V.

Els ous fan eclosió després d'unes setmanes. Tots els milpeus són anamòrfics, és a dir, fan eclosió de l'ou amb un nombre reduït de segments i potes que posteriorment es va incrementant; depenent de l'espècie tenen de tres a vuit segments i tres o quatre parells de potes en néixer i a mesura que creixen, mitjançant mudes, van agregant diplosegments i pareixes de potes al cos. Algunes espècies muden dins de cambres especialment preparades de terra o seda, on també poden refugiar-se durant el temps humit, i la majoria de les espècies mengen l'exoesquelet rebutjat després de la muda. L'etapa adulta, quan els individus aconsegueixen la maduresa reproductiva, generalment s'aconsegueix en l'etapa final de la muda, que varia depenent de les espècies i els ordres, encara que algunes espècies continuen mudant després de l'edat adulta. Algunes espècies alternen entre etapes reproductives i no reproductives després de la maduresa, fenomen conegut com a periodomorfosi. Els milpeus poden viure d'un a deu anys, depenent de l'espècie.

## Biologia i ecologia
Els diplòpodes són lucífugs (defugen la llum) i higròfils (viuen a llocs humits), de manera que viuen sota pedres, a la fullaraca o a la fusta en descomposició. Són detritívors, lents i no verinosos, a diferència dels quilòpodes, una altra classe de miriàpodes. La majoria de diplòpodes mengen les fulles que han caigut i altra matèria vegetal morta, degradant el menjar mitjançant secrecions i mastegant-lo amb les mandíbules. Es pensa que aquesta classe d'artròpodes comprèn els primers animals que van colonitzar la terra durant el període geològic Silurià. Aquestes formes primerenques probablement menjaven molses i plantes vasculars primitives.

## Taxonomia
Es presenten a continuació les subclasses i el ordres de diplòpodes basats en Shear (2011) i, pel que fa al grups extints, en Shear & Edgecombe (2010). Estudis cladístics i moleculars recents han desafiat els esquemes de classificació tradicionals anteriors i, en particular, la posició dels ordres Siphoniulida i Polyzoniida encara no està ben establerta.
- Subclasse Penicillata Latreille, 1831
  - Ordre Polyxenida Verhoeff, 1934
- Subclass †Arthropleuridea (situat a Penicillata per alguns autors)[23]
  - Ordre †Arthropleurida Waterlot, 1934
  - Ordre †Eoarthropleurida Shear & Selden, 1995
  - Ordre †Microdecemplicida Wilson & Shear, 2000
- Subclasse Chilognatha Latrielle, 1802[24]
  - Ordre †Amynilyspedida Hoffman, 1969
  - Ordre †Archidesmida Wilson & Anderson 2004
  - Ordre Callipodida Pocock, 1894
  - Ordre Chordeumatida Pocock 1894
  - Ordre †Cowiedesmida Wilson & Anderson 2004
  - Ordre †Euphoberiida Hoffman, 1969
  - Ordre Glomerida Brandt, 1833
  - Ordre Glomeridesmida Cook, 1895 
  - Ordre Julida Brandt, 1833
  - Ordre †Palaeosomatida Hannibal & Krzeminski, 2005
  - Ordre Platydesmida Cook, 1895
  - Ordre †Pleurojulida Schneider & Werneburg, 1998 (possiblement el grup germà de Colobognatha)[14]
  - Ordre Polydesmida Pocock, 1887
  - Ordre Polyzoniida Cook, 1895 
  - Ordre Siphoniulida Cook, 1895
  - Ordre Siphonocryptida Cook, 1895
  - Ordre Siphonophorida Newport, 1844
  - Ordre Sphaerotheriida Brandt, 1833
  - Ordre Spirobolida Cook, 1895
  - Ordre Spirostreptida Brandt, 1833
  - Ordre Stemmiulida Cook, 1895
  - Ordre †Zosterogrammida Wilson, 2005 (Chilognatha incertae sedis)[23]

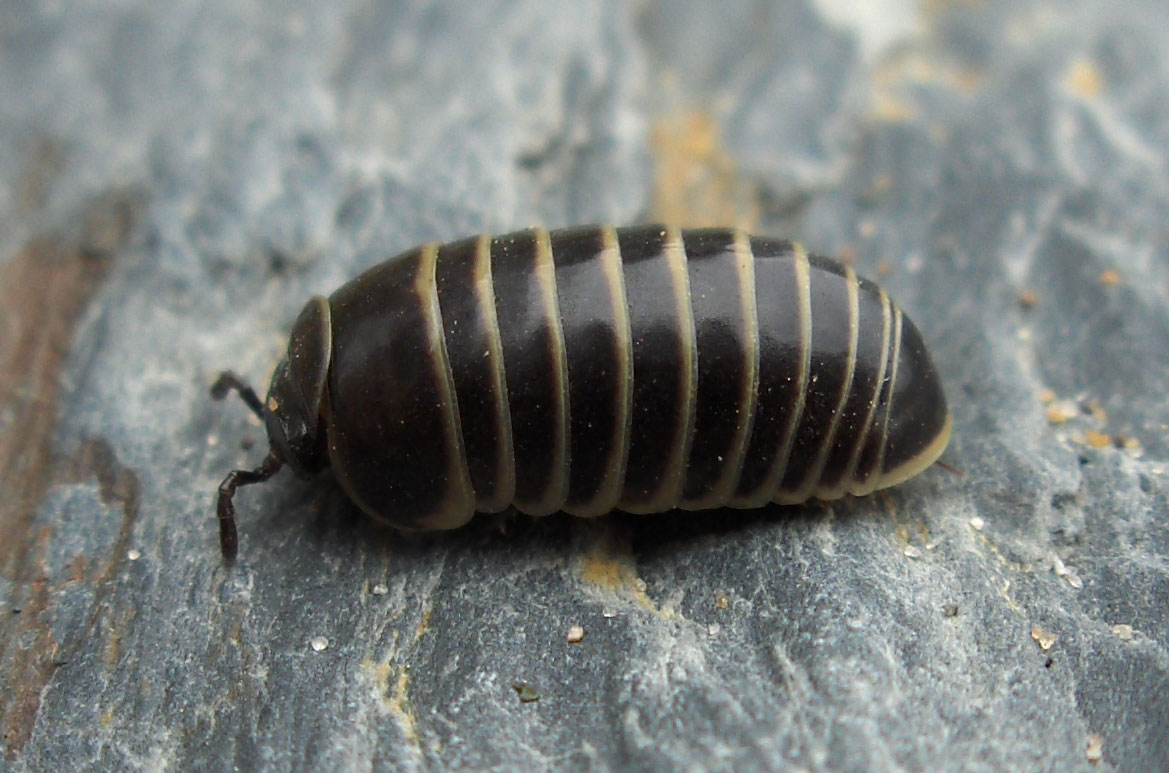
Glomeris marginata, un diplòpode freqüent als Països Catalans
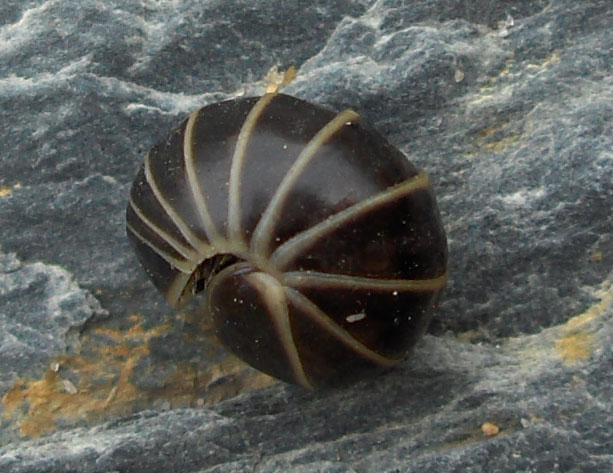
Glomeris marginata, enrotllat en forma de bola
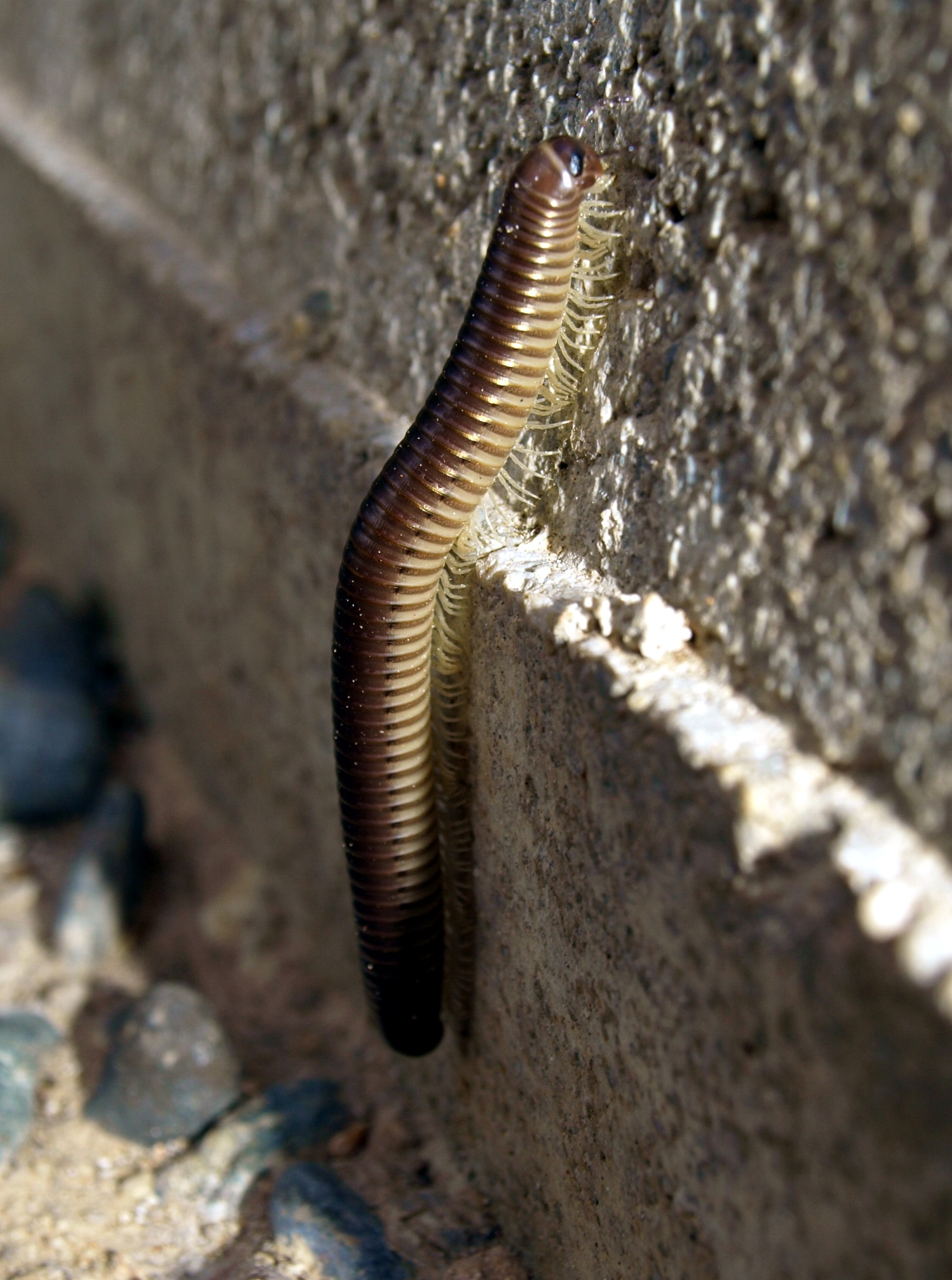
Un típic milpeus, fotografiat a Mallorca
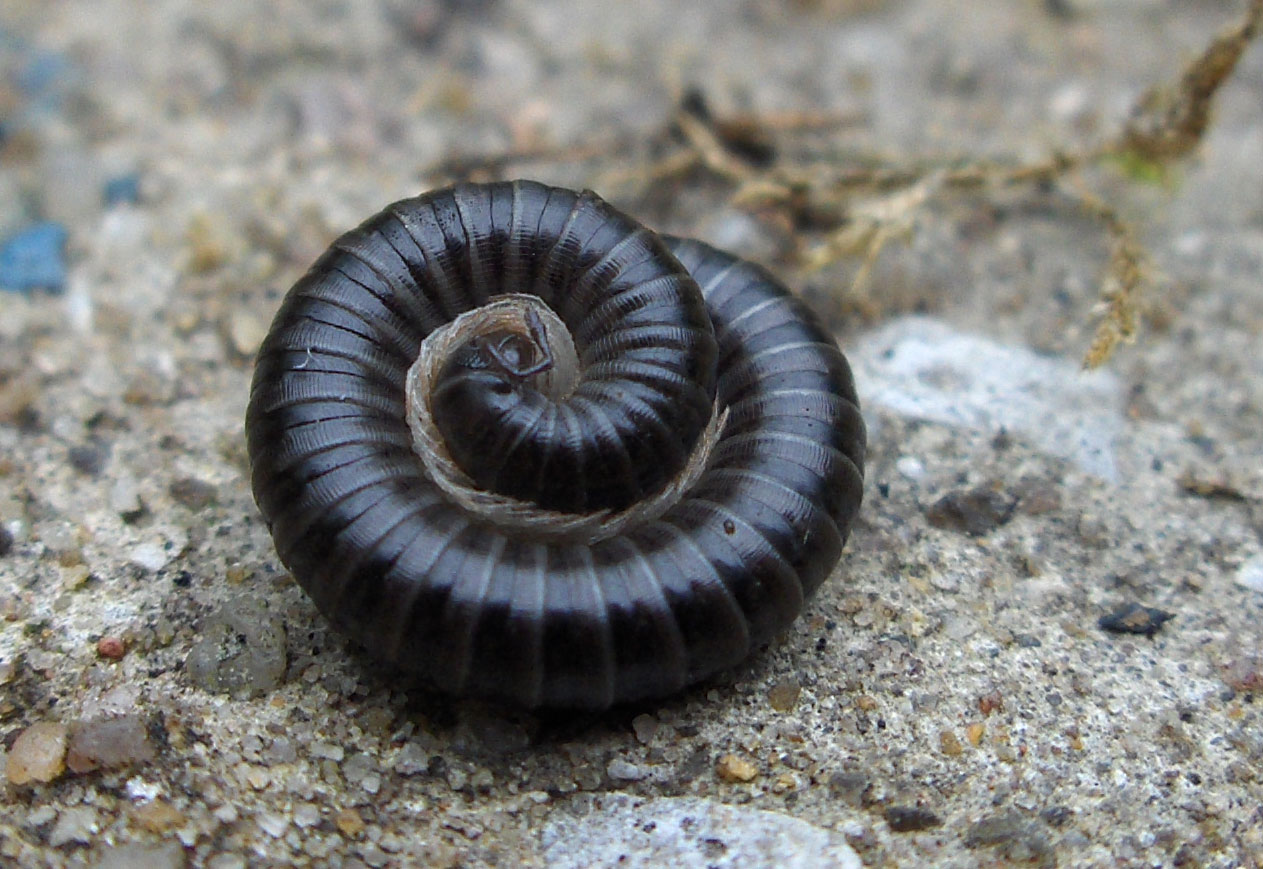
Un milpeus en posició defensiva
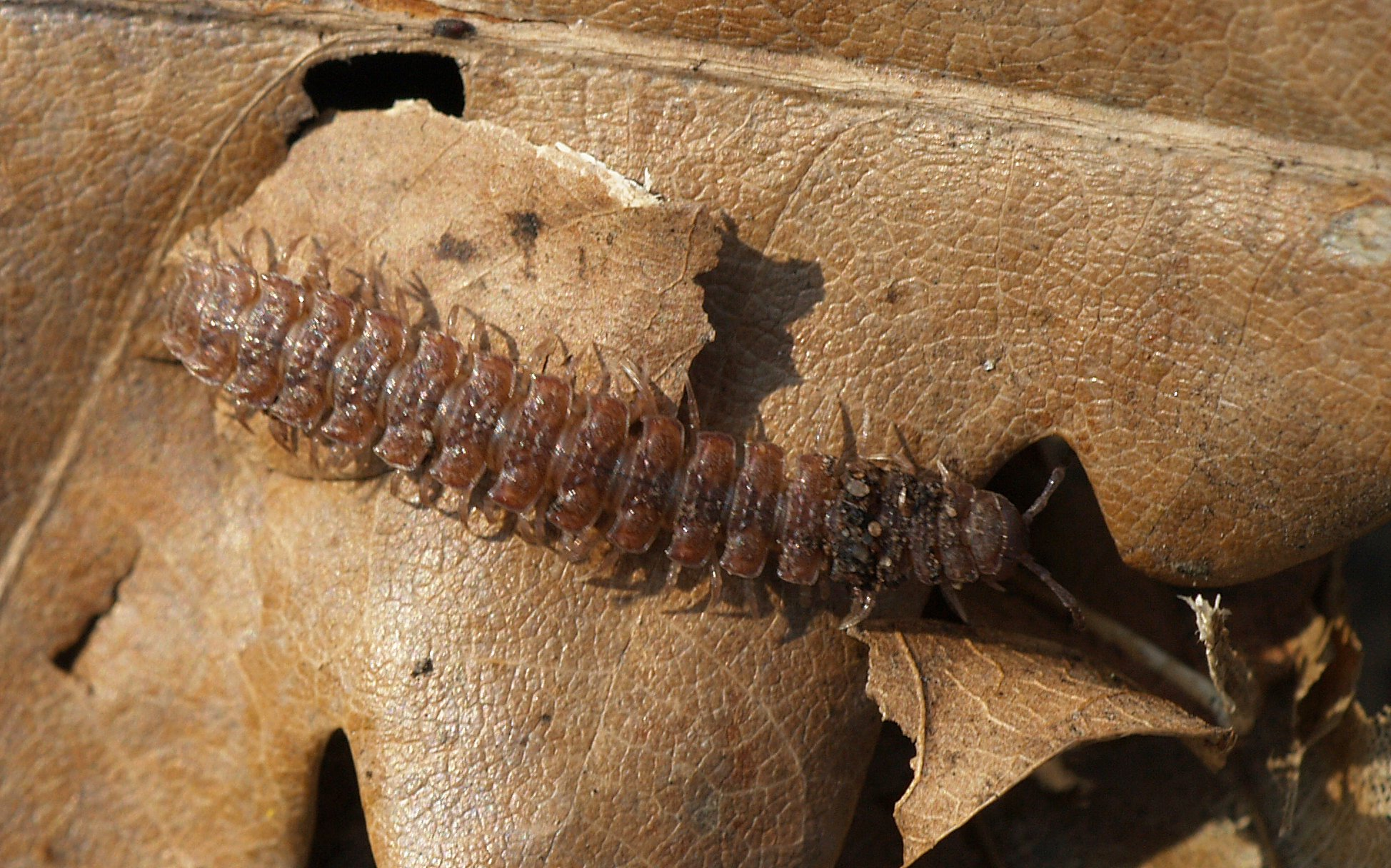
Un polidèsmid